# NGC 2766
NGC 2766 (również PGC 25735 lub UGC 4801) – galaktyka spiralna (Sab), znajdująca się w gwiazdozbiorze Raka. Odkrył ją Édouard Stephan 22 marca 1884 roku.